# 22 Jacks
I 22 Jacks sono un gruppo punk rock statunitense composto da membri provenienti da altri gruppi (Wax, The Breeders, The Adolescents e Royal Crown Revue) ed attivo dal 1995 al 2001, e poi di nuovo dal 2007 in poi.

## Carriera
Alla fine del 1995 Joe Sib, dopo la rottura con la sua band Wax, decise di riunirsi con l'amico di vecchia data Steve Soto (ex membro di The Adolescents e Agent Orange) per scrivere canzoni. A loro si aggiunsero Sandy Hansen (The Adolescents), Scott Shiflett (Face to Face), e Jason Cropper (Weezer) formando così i 22 Jacks.
Nel febbraio del 1996 i 22 Jacks registrarono nel The Sandbox Studio di Los Angeles 12 brani che andarono a far parte dell'album Uncle Bob. Poiché gli ultimi tre entrati componenti entrati nel gruppo avevano ingaggi precedenti, Sib e Soto andarono in cerca di rimpiazzi e così trovarono Kelly LeMieux (Fear), Jose Medeles (The Breeders, Face to Face) e Bill Fraenza.
Nel 2001 non appena Sib lasciò la band per concentrarsi sul futuro della SideOneDummy Records, Soto riformò i The Adolescents e Medeles si riunì ai The Breeders come batterista.
Durante i sei anni di vita i 22 Jacks andarono in tour con numerosi gruppi musicali come Reel Big Fish, Lit, The Bloodhound Gang, Mighty Mighty Bosstones, Goldfinger, Social Distortion, Bouncing Souls, Unwritten Law, Face to Face, Voodoo Glow Skulls e Ten Foot Pole.
Il gruppo si é ricostituito nel 2007.

## Formazione

### Formazione attuale
- Joe Sib - voce (1995–2001; 2007 – presente)
- Steve Soto - voce, chitarra (1995–2001; 2007 – presente)
- Bill Fraenza - chitarra (1995–2001; 2007 – presente)
- James Achor- basso (2007 – presente)
- Jose Medeles - batteria (1995–2001; 2007 – presente)

### Ex componenti
- Dave Nassie - basso
- Matt Riddle - basso
- Kelly LeMieux - basso
- C.J. Ramone - basso
- Scott Shiflett - basso
- Jason Cropper - chitarra
- Chris Shiflett - chitarra
- Sandy Hansen- batteria

## Discografia

### Album in studio
- 1996 - Uncle Bob
- 1998 - Overserved
- 1999 - Going North

### Splits
- 22 Jacks (Breakin') & Clowns for Progress (Insect) (vinile 45 giri)
- 22 Jacks (Fall) & The Smooths (Sin Supposed To Be) (vinile 45 giri)
- 22 Jacks (Passport) & Mess (You're a Drag & Five-O) (vinile 45 giri)
- 22 Jacks (Sky) & Wank (Larry Brown) (vinile 45 giri)

### Singoli
- Swallow (vinile 45 giri)

### Cofanetti
- 1998 - Twenty-Two Jacks